# Hesmicke
Die Hesmicke ist ein 1,2 km langer, rechter Nebenfluss der Agger in Nordrhein-Westfalen, Deutschland. Der Bach fließt vollständig im Gebiet der Stadt Meinerzhagen.

## Geographie
Der Bach entspringt etwa 300 m südlich von Meinerzhagen auf einer Höhe von 401 m ü. NHN. Überwiegend in südliche Richtungen abfließend unterquert der Bach nach etwa der Hälfte der Flussstrecke die Landesstraße 323, die ihm im Unterlauf weiter begleitet. Nach einer Flussstrecke von 1,2 km mündet die Hesmicke auf 334 m ü. NHN rechtsseitig in die Agger. Bei einem Höhenunterschied von 67 m beträgt das mittlere Sohlgefälle 55,8 ‰.